# San Jerónimo Zoochina
San Jerónimo Zoochina är en ort i Mexiko.   Den ligger i kommunen San Baltazar Yatzachi el Bajo och delstaten Oaxaca, i den sydöstra delen av landet, 400 km sydost om huvudstaden Mexico City. San Jerónimo Zoochina ligger 1 714 meter över havet och antalet invånare är 105.
Terrängen runt San Jerónimo Zoochina är bergig västerut, men österut är den kuperad. Terrängen runt San Jerónimo Zoochina sluttar österut. Runt San Jerónimo Zoochina är det ganska glesbefolkat, med 29 invånare per kvadratkilometer. Närmaste större samhälle är San Ildefonso Villa Alta, 16,0 km nordost om San Jerónimo Zoochina. I omgivningarna runt San Jerónimo Zoochina växer huvudsakligen savannskog.